# غوين مور
جوين مور (بالإنجليزية: Gwen Moore) سياسية أمريكية من أصول أفريقية ولدت في راسين. وهي عضوة في الحزب الديمقراطي الأمريكي. تشغل حالياً منصب عضو مجلس النواب الأمريكي عن ولاية ويسكونسن منذ العام 2005، كما خدمت في مجلس شيوخ ولاية ويسكونسن في الفترة ما بين عام 1993 وحتى عام 2005 شغلت خلالها منصب الرئيس المؤقت للمجلس لمدة عام واحد، وخدمت قبلها كعضو في مجلس نواب الولاية نفسها في الفترة من 1989 وحتى 1993.

## التعليم
تعلمت في جامعة هارفارد.